# Bracon wolschrijni
Bracon wolschrijni är en stekelart som först beskrevs av Van Achterberg 1985.  Bracon wolschrijni ingår i släktet Bracon och familjen bracksteklar. Inga underarter finns listade.